# Reprezentacja Czarnogóry w piłce wodnej mężczyzn
Reprezentacja Czarnogóry w piłce wodnej mężczyzn – zespół, biorący udział w imieniu Czarnogóry w meczach i sportowych imprezach międzynarodowych w piłce wodnej, powoływany przez selekcjonera, w którym mogą występować wyłącznie zawodnicy posiadający obywatelstwo czarnogórskie. Za jej funkcjonowanie odpowiedzialny jest Czarnogórski Związek Pływacki i Piłki wodnej (VPSCG), który jest członkiem Międzynarodowej Federacji Pływackiej.

## Historia
Powstała w 2006 po uzyskaniu przez ten kraju poprzez referendum niepodległości. W grudniu 2006 reprezentacja Czarnogóry rozegrała swój pierwszy oficjalny mecz międzynarodowy z Włochami. Od samego początku swojej obecności w międzynarodowym środowisku odnosi sukcesy. Najpierw wygrała turniej kwalifikacyjny do Igrzysk Olimpijskich w Bratysławie. Pokonując w finale 9 września 2007 roku Rumunię 9:8, jednocześnie wygrywając wszystkie spotkania. W 2008 roku w czerwcowym finale Ligi Światowej zajęła 4. miejsce, a w Mistrzostwach Europy, które odbyły się lipcu w Maladze zajęła pierwsze miejsce zwyciężając nad swoimi sąsiadami - Serbami po dogrywce 6:5.
Kapitanem drużyny jest Veljko Uskoković.

## Udział w turniejach międzynarodowych

### Igrzyska olimpijskie
Reprezentacja Czarnogóry 3-krotnie występowała na Igrzyskach Olimpijskich. Najwyższe osiągnięcie to 4. miejsce w 2008, 2012 i 2016. Na igrzyskach olimpijskich wystartowali po raz pierwszy w Pekinie, gdzie zajęli czwarte miejsce. W półfinale ponosząc porażkę z późniejszymi mistrzami olimpijskimi Węgrami, a w meczu o brązowy medal przegrywając z Serbią 4:6.

### Mistrzostwa świata
Dotychczas reprezentacji Czarnogóry 5 razy udało się awansować do finałów MŚ. Najwyższe osiągnięcie to wicemistrzostwo w 2013 roku.

### Puchar świata
Czarnogóra 1 razy uczestniczyła w finałach Pucharu świata. W 2014 zajęła 7. miejsce.

### Mistrzostwa Europy
Czarnogórskiej drużynie 6 razy udało się zakwalifikować do finałów ME. W 2008 została mistrzem Europy.

## Mecze Czarnogórców na Igrzyskach olimpijskich
| Faza        | Data             | Przeciwnik | Wynik                      | Godzina |
| ----------- | ---------------- | ---------- | -------------------------- | ------- |
| Grupa A     | 10 sierpnia 2008 | Węgry      | 10:10 (3:3, 3:1, 2:4, 2:2) | 10:50   |
| Grupa A     | 12 sierpnia 2008 | Kanada     | 12:0 (3:0, 4:0, 4:0, 1:0)  | 9:30    |
| Grupa A     | 14 sierpnia 2008 | Grecja     | 10:6 (3:1, 2:1, 5:2, 0:2)  | 14:00   |
| Grupa A     | 16 sierpnia 2008 | Hiszpania  | 6:12 (0:3, 1:4, 4:3, 1:2)  | 14:00   |
| Grupa A     | 17 sierpnia 2008 | Australia  | 5:5 (2:1, 1:2, 0:1, 2:1)   | 12:10   |
| Ćwierćfinał | 20 sierpnia 2008 | Chorwacja  | 7:6 (3:1, 2:3, 1:0, 1:2)   | 10:00   |
| Półfinał    | 22 sierpnia 2008 | Węgry      | 9:11 (4:3, 3:3, 0:3, 2:2)  | 12:20   |
| O 3 miejsce | 24 sierpnia 2008 | Serbia     | 4:6 (0:2, 1:2, 1:2, 2:0)   | 8:20    |